# Нью-Голстайн (містечко, Вісконсин)
Нью-Голстайн (англ. New Holstein) — місто (англ. town) в США, в окрузі Калумет штату Вісконсин. Населення — 1534 особи (2020).

## Демографія
Згідно з переписом 2010 року, у місті мешкало 1508 осіб у 581 домогосподарстві у складі 438 родин. Було 614 помешкання
Расовий склад населення:
| - 98,1 % — білих - 0,7 % — азіатів - 0,3 % — корінних американців - 0,1 % — чорних або афроамериканців |

До двох чи більше рас належало 0,5 %. Частка іспаномовних становила 0,9 % від усіх жителів.
За віковим діапазоном населення розподілялося таким чином: 23,9 % — особи молодші 18 років, 62,8 % — особи у віці 18—64 років, 13,3 % — особи у віці 65 років та старші. Медіана віку мешканця становила 42,2 року. На 100 осіб жіночої статі у місті припадало 104,3 чоловіків;  на 100 жінок у віці від 18 років та старших — 106,3 чоловіків також старших 18 років.
Середній дохід на одне домашнє господарство  становив 76 748 доларів США (медіана — 66 023), а середній дохід на одну сім'ю — 81 007 доларів (медіана — 72 250). Медіана доходів становила 50 875 доларів для чоловіків та 39 659 доларів для жінок. За межею бідності перебувало 7,2 % осіб, у тому числі 13,9 % дітей у віці до 18 років та 2,1 % осіб у віці 65 років та старших.
Цивільне працевлаштоване населення становило 860 осіб. Основні галузі зайнятості: виробництво — 29,1 %, освіта, охорона здоров'я та соціальна допомога — 17,0 %, роздрібна торгівля — 8,5 %, сільське господарство, лісництво, риболовля — 6,7 %.